# 中福世福汇大酒店
中福世福汇大酒店是中華人民共和國上海市黃浦區廣東路與山東中路路口的一個酒店，共有30層樓，客房數量566間，酒店內還有其他娛樂、餐飲和會議等場。酒店所於2004年10月8日開張。2021年1月，2019冠狀病毒病上海市疫情期間，由於中福世福汇大酒店出現2019冠狀病毒病病例，中福世福汇大酒店被列為中風險地區。